# San Pedro kommun, Buenos Aires
Partido de San Pedro är en kommun i Argentina.   Den ligger i provinsen Buenos Aires, i den centrala delen av landet, 160 km nordväst om huvudstaden Buenos Aires. Antalet invånare är 55 234.
Trakten runt Partido de San Pedro består till största delen av jordbruksmark. Runt Partido de San Pedro är det ganska glesbefolkat, med 43 invånare per kvadratkilometer.